# 오페라 (잡지)
오페라(Opera)는 오페라와 관련된 모든 것을 다루는 데 전념하는 영국 월간지이다. 그것은 오페라 녹음, 오페라 가수, 오페라 회사, 오페라 감독 및 오페라 책에 대한 기사뿐만 아니라 국제적으로 현재 오페라 제작에 대한 리뷰와 기사를 포함한다. 그 잡지는 또한 개별 오페라와 오페라와 관련된 사람들에 대한 주요 특징과 분석을 포함한다.
이 잡지는 전 세계에서 이 잡지를 위해 글을 쓰는 국제 특파원 네트워크를 사용한다. 과거와 현재 이 잡지의 기고자로는 윌리엄 애쉬브룩, 마틴 번하이머, 줄리안 버든, 로돌포 셀레티, 앨런 블라이스, 엘리자베스 포브스, J.B. 스테인 등이 있다.